# Bassirou Konté
Bassirou Konté (* 18. Juli 1988) ist ein ivorischer Radrennfahrer.
Bassirou Konté wurde 2008, 2013 und 2014 Landesmeister im Straßenrennen. Mit insgesamt drei Etappen der Tour du Cameroun und einer Etappe der Tour du Faso gewann er auch mehrere Rennen der UCI Africa Tour. Außerdem war er bei zahlreichen Rennen nationaler Kalender auf dem afrikanischen Kontinent erfolgreich, vornehmlich in seiner ivorischen Heimat.

## Erfolge
2008
- eine Etappe Tour du Cameroun
- Ivorischer Meister – Straßenrennen

2010
- eine Etappe Tour du Cameroun

2013
- Ivorischer Meister – Straßenrennen
- eine Etappe Tour du Faso

2014
- Ivorischer Meister – Straßenrennen

2015
- eine Etappe Tour du Cameroun

## Teams
- 2010 Team WorldofBike.Gr (Stagiaire)
- 2011 Team WorldofBike.Gr (bis 31.07.)